# Arila
Uma arila ou arilo (ou grupo arila ou arilo) é um radical orgânico derivado de um anel aromático, como o fenil (do benzeno) e o benzil (do tolueno).
Sua nomenclatura é dada pela localização do radical no anel aromático (1,2 Orto; 1,3 Meta; 1,4 Para) + nome da ramificação. Exemplos:
Meta Toluil
Para Benzeno